# Wróble (film)
Wróble (isl. Þrestir) – islandzko-duńsko-chorwacki dramat filmowy z 2015 roku w reżyserii Rúnara Rúnarssona.
Premiera filmu miała miejsce niemal równolegle na MFF w Toronto oraz na MFF w San Sebastián, gdzie obraz zdobył główną nagrodę, czyli Złotą Muszlę. Obraz był oficjalnym islandzkim kandydatem do Oscara dla najlepszego filmu nieanglojęzycznego, ale ostatecznie nie otrzymał nominacji. Na ekrany polskich kin film wszedł 29 lipca 2016 roku.

## Fabuła
Ari jest cichym nastolatkiem, który w czasie wolnym śpiewa w chórze w Reykjavíku. Gdy jego matka wyjeżdża do Afryki wraz z mężem-Duńczykiem, Avi zostaje odesłany do ojca, mieszkającego na głębokiej prowincji na zachodzie Islandii. Zatrudnia się tam do sprzątania w zakładzie rybnym. Jedynymi łącznikami z nowym miejscem są dla niego babcia, która jednak wkrótce umiera, oraz Lara, koleżanka z dzieciństwa. Ojciec, którego Avi niemal nie zna, jak większość mężczyzn w okolicy, oddaje się nałogowi alkoholowemu.

## Obsada
- Atli Óskar Fjalarsson – Ari
- Ingvar Eggert Sigurðsson – Gunnar
- Rakel Björk Björnsdóttir – Lára
- Rade Šerbedžija – Tomislav
- Nanna Kristín Magnúsdóttir – Kristjana
- Kristbjörg Kjeld – matka Gunnara
- Pálmi Gestsson – Diddi
- Arnoddur Magnús Danks – wujek Bassiego
- Víkingur Kristjánsson – Dagur
- Katla M. Þorgeirsdóttir – Ösp
- Eva Sigurðardóttir – tancerka
- Eyþór Jóvinsson – kolega Gunnara
- Jarkko Lahti – Darijo
- Valgeir Hrafn Skagfjörð – Bassi
- Arndís Hrönn Egilsdóttir – Vera[3]

## Produkcja
Zdjęcia kręcono w Islandii.